# AIM-7 Sparrow

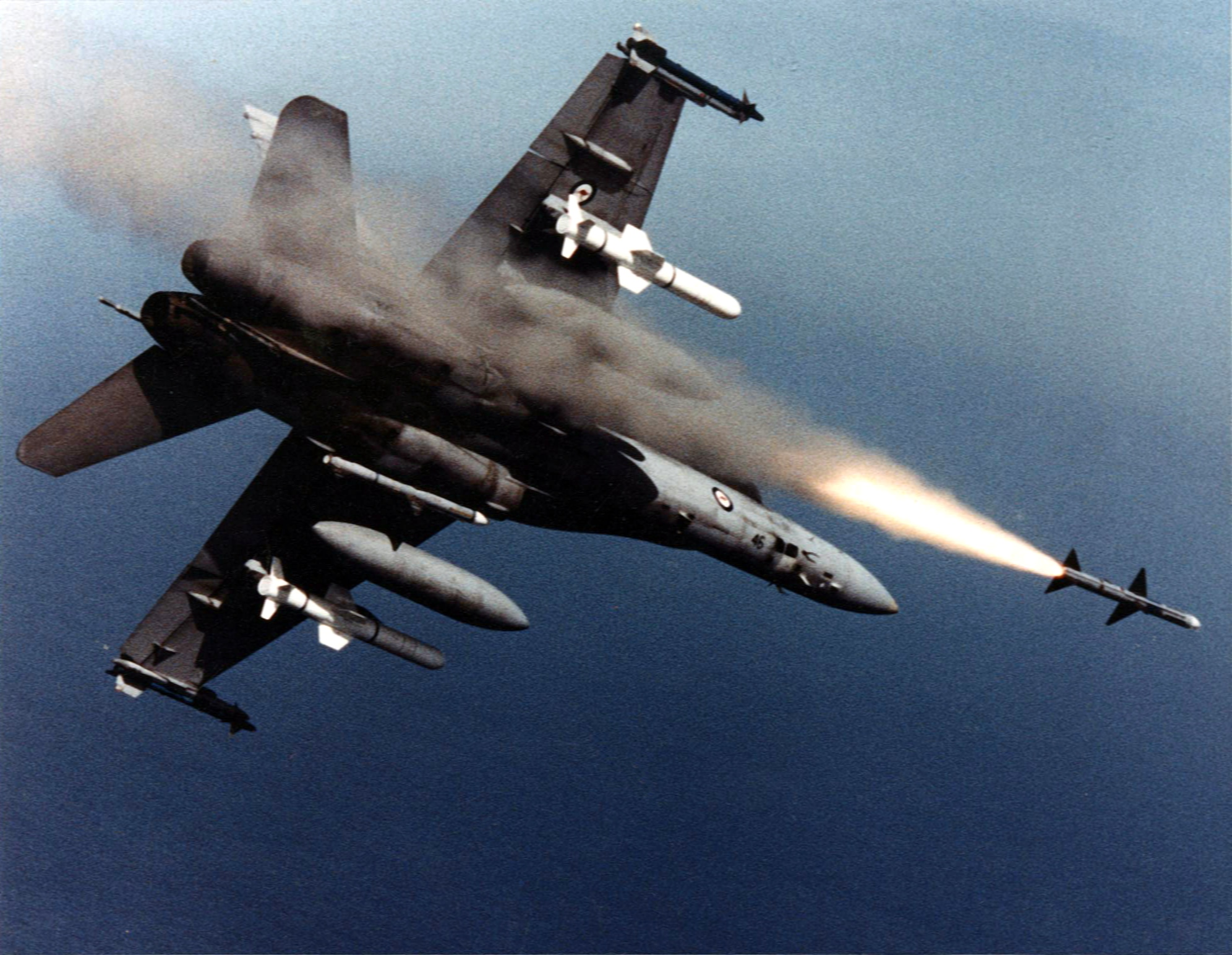
Australský Hornet při odpalu střely Sparrow

AIM-7 Sparrow je americká poloaktivně radarem naváděná raketa vzduch-vzduch středního doletu, kterou používá americké letectvo, námořnictvo, námořní pěchota a také zahraniční letectva a námořnictva. Od 50. do 90. let byla Sparrow a její deriváty hlavní západní raketou vzduch-vzduch pro boj mimo vizuální vzdálenost (BVR). Stále zůstává v provozu, i když bývá postupně vyřazována ve prospěch pokročilejší střely AIM-120 AMRAAM.
AIM-7 Sparrow byla také použita jako základ pro raketu země-vzduch RIM-7 Sea Sparrow, kterou používá řada námořnictev k protiletadlové obraně svých lodí. Postupně je nahrazována střelou RIM-162 ESSM.

## Vývoj

### Sparrow I
Historie rakety Sparrow se datuje do roku 1947, kdy americké námořnictvo uzavřelo se společností Sperry smlouvu na vývoj naváděcího systému pro rakety HVAR ráže 127 mm. Původní označení tohoto raketového projektu bylo KAS-1, ale v září 1947 se změnilo na AAM-2 a začátkem roku 1948 na AAM-N-2. Ráže 127 mm se brzy ukázala být příliš malá, takže Douglas vyvinul nový trup rakety o průměru 203 mm. Testy prototypů XAAM-N-2 začaly v roce 1948, ale k prvnímu sestřelu cvičného vzdušného cíle došlo až v prosinci 1952. AAM-N-2 Sparrow vstoupila do služby v roce 1956, přičemž byla integrovaná na stíhačkách F3H-2M Demon a F7U-3M Cutlass. Raketa byla na cíl naváděna pomocí paprsku palubního radiolokátoru. Radiolokátor mateřského letadla musel přitom cíl ozařovat po celou dobu letu rakety. K nevýhodám rakety Sparrow I patřilo to, že naváděcí systém byl spřažen s optickým zaměřovačem mateřského letadla, což v praxi znamenalo použití jen na krátké vzdálenosti při přímé viditelnosti cíle. Raketa se také vyznačovala špatnými výkony v nízkých letových hladinách, proto se jí vyrobilo pouze 2000 kusů. V rámci sjednocení označování jednotlivých typů výzbroje amerických ozbrojených sil byla AAM-N-2 v roce 1963 přejmenována na AIM-7A.

### Sparrow II
Způsob navádění použitý u AAM-N-2 se ukázal být jako nevhodný už na začátku jeho vývoje. Proto společnost Douglas v roce 1951 vyvinula další verzi střely. Ta měla mít aktivní radiolokační naváděcí systém. Střela zpočátku nesla označení XAAM-N-2a nebo Sparrow II. To však bylo na přelomu let 1951 a 1952 změněno na XAAM-N-3. Raketa se měla stát součástí výzbroje letounu Douglas F5D Skylancer, tento projekt byl však v roce 1956 zrušen a spolu i zájem o AAM-N-3 ze strany amerického námořnictva. Raketa pak měla být integrována do stíhacího letadla Avro CF-105 Arrow, které v té době vyvíjela Kanada. I tento projekt byl však zrušen, což v září 1958 znamenalo pro Sparrow II definitivní konec. V roce 1963 byl střele přidělen název AIM-7B.

### Sparrow III

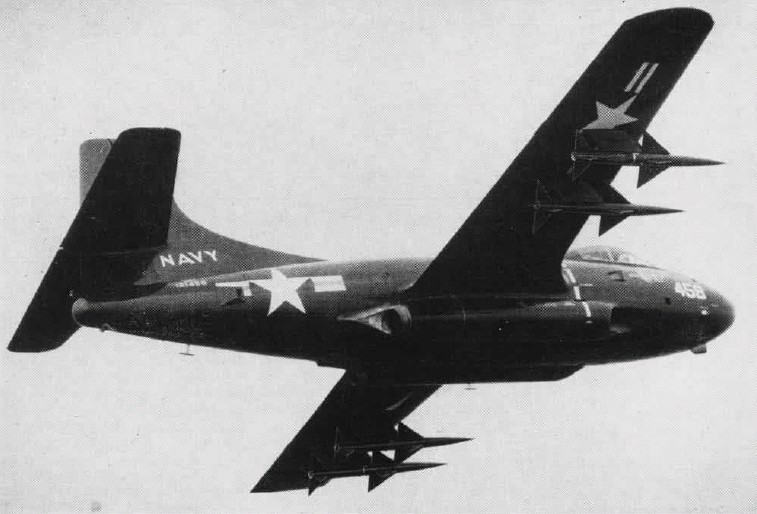
AAM-N-2 Sparrow během testů na letadle XF3D-1 Skyknight

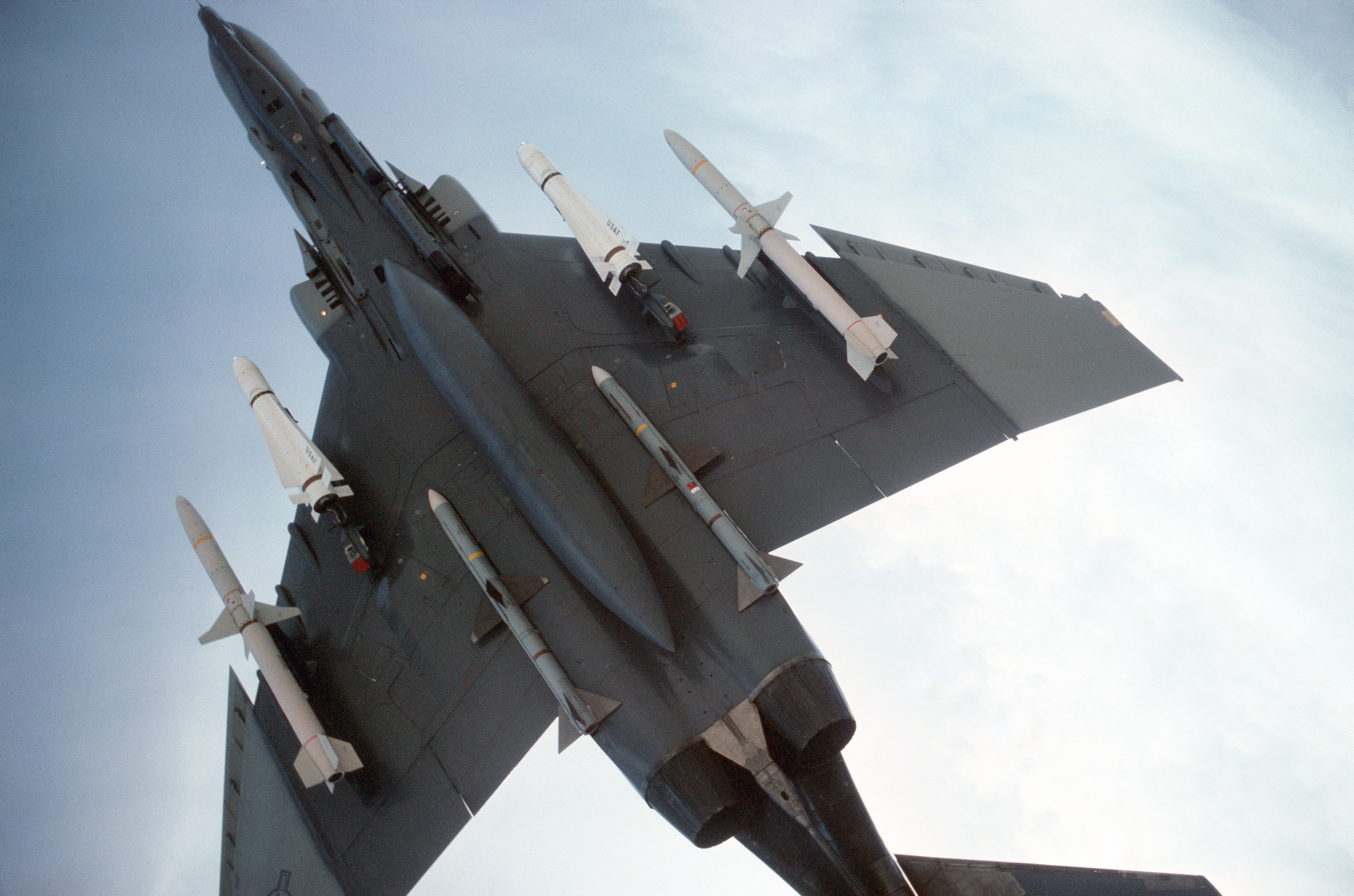
Rakety AIM-7F na stíhačce F-4G

V roce 1955 se vývojem střel Sparrow začala zabývat společnost Raytheon, přičemž nová verze dostala označení XAAM-N-6 Sparrow III. Raketa měla využívat radiolokační režim se stálou vlnou s poloaktivním navedením na cíl. Výroba AAM-N-6 začala v lednu 1958 a do služby byla zavedena v srpnu téhož roku. Raketa měla motor na tuhé palivo a bojovou část tvořila MK38 o hmotnosti 30 kg. Prvním stíhacím letounem uzpůsobeným pro jejich použití se staly stroje McDonnell F3H-2M Demon. Produkce střel začala v září 1957 a celkově bylo vyrobeno kolem 2000 kusů. AAM-N-6 Sparrow III byla první střelou na světě schopnou ničit cíle za hranicí viditelnosti. V roce 1963 byl AAM-N-6 Sparrow III přeznačení na AIM-7C.
Další verzí byla AAM-N-6a, která se vyráběla od roku 1959. Měla nový raketový motor na kapalné palivo Thiokol MK 6 MOD 3 (LR44-RM-2), který zvýšil dolet a dostup rakety. Měla také vylepšený systém navádění, který byl odolný vůči rušení. Na rozdíl od předchozí verze mohla být vystřelena i tehdy, když stíhačka letěla nadzvukovou rychlostí. Americké letectvo integrovalo tyto střely do letadel F-4C Phantom II a označovalo je AIM-101. Z AAM-N-6a vznikla také inertní cvičná verze TAAM-N-6a. V roce 1963 byl střele AAM-N-6a/AIM-101 přidělen název AIM-7D a inertní verze byla označena ATM-7D. Celkem bylo vyrobeno 7500 střel AIM-7D.
V roce 1963 byla do služby zařazena verze AIM-7E. V raketě byl použit nový pohonný systém na tuhé palivo MK 38 (později MK 52) od společnosti Rocketdyne. Nový motor opět významně zvýšil dolet a výkon rakety. V optimálních podmínkách při čelních útocích mohl být účinný dostřel až 35 km, zatímco při ztížených podmínkách byl maximální efektivní dostřel rakety asi jen 5,5 km. Celkem bylo vyrobeno 25000 raket AIM-7E.
Rakety AIM-7D a AIM-7E byly americkým letectvem a námořnictvem masivně využívány ve Vietnamu. První bojový sestřel touto raketou se uskutečnil 7. června 1965, kdy letadla F-4B Phantom sestřelila 2 stíhačky MiG-17. Počáteční zkušenosti s použitím střel Sparrow však byly velkým zklamáním. Potenciální dostřel AIM-7 nebyl naplno využit, protože v té době slabé schopnosti systému vlastní-cizí vyžadovaly vizuální identifikaci všech cílů. V kombinaci se slabým výkonem střel proti manévrující nebo nízko letícím cílům to vedlo k pravděpodobnosti zásahu nižší než 10%. To vedlo k vývoji AIM-7E-2, která byla zavedena v roce 1969. Střela mohla být odpálena z kratší vzdálenosti a měla oříznutá křídla kvůli zlepšení obratnosti. Další verzí byla AIM-7E-3, která disponovala vylepšeným zapalovačem a vyšší spolehlivostí. Následovala verze AIM-7E-4, která byla speciálně upravena pro použití s vysoce výkonnými radary, jako byl například AN/AWG-9 v stíhačce Grumman F-14 Tomcat. Navzdory všem problémům bylo během leteckých soubojů ve Vietnamu raketami Sparrow sestřeleno více než 50 letadel.

### AIM-7F Sparrow

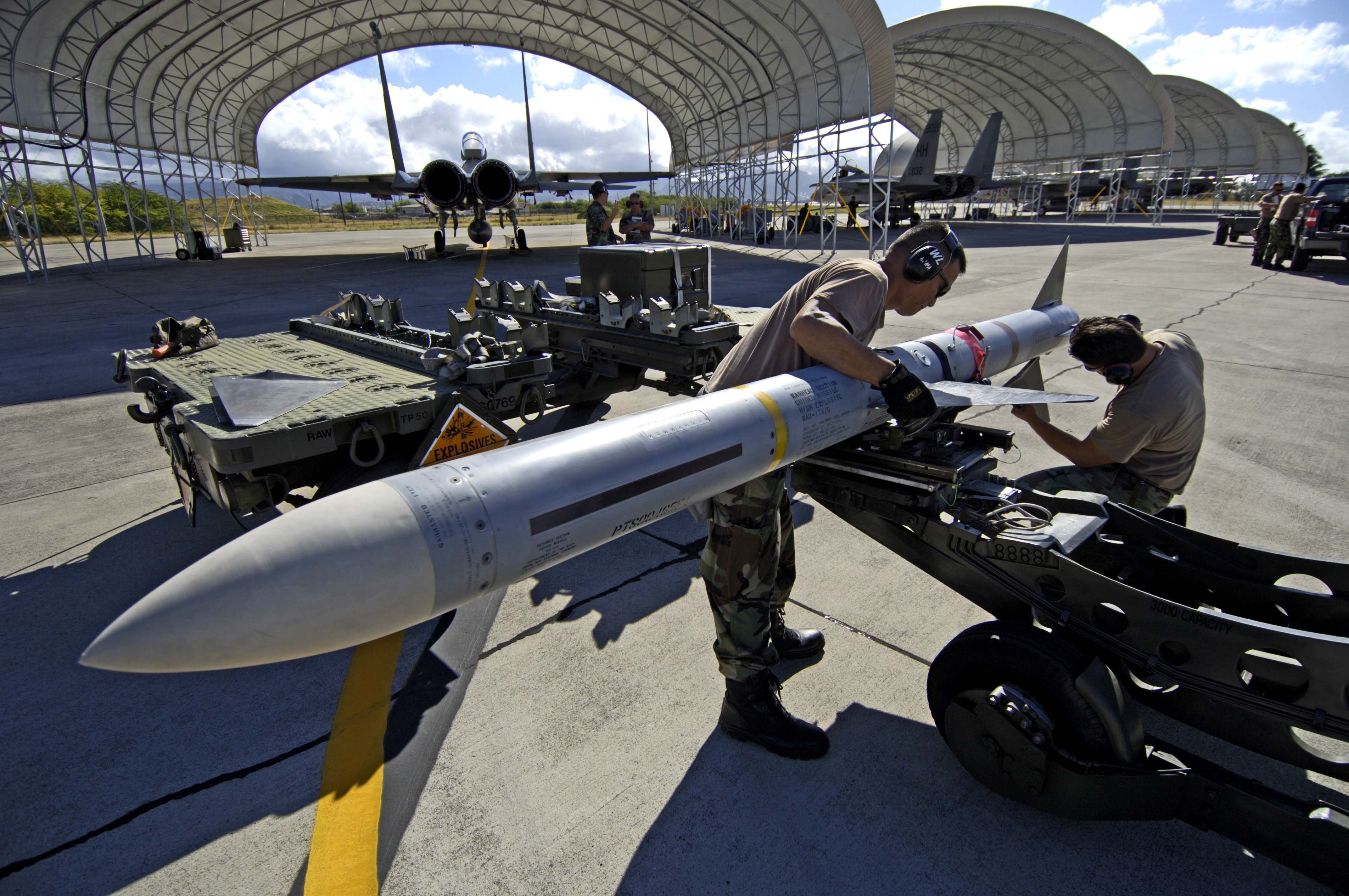
Připevňování křídel na raketu AIM-7

V lednu 1972 spustil Raytheon vývoj výrazně vylepšenou AIM-7F. Vyznačovala se novým raketovým motorem, který značně zvýšil dolet rakety. AIM-7F měla také zcela nový polovodičový elektronický naváděcí a řídicí systém, označený jako AN/DSQ-35, který byl kompatibilní i s moderními impulsními-dopplerovskými radary. Menší naváděcí systém umožnil použití větší hlavice MK 71 o hmotnosti 39 kg. Výroba rakety začala v roce 1975 a pokračovala až do roku 1981.
Výsledky z války ve Vietnamu (1965–1973)
| Nosič raket     | Verze rakety | Sestřelené letadlo                    |
| --------------- | ------------ | ------------------------------------- |
| F-4B Phantom II | AIM-7D       | 4× MiG-17 (včetně 2 pravděpodobných)  |
| F-4B            | AIM-7E       | 2× Antonov An-2, 2× MiG-21, 1× MiG-17 |
| F-4C            | AIM-7D       | 1× MiG-17                             |
| F-4C            | AIM-7E       | 3× MiG-17, 10× MiG-21                 |
| F-4D            | AIM-7E       | 4× MiG-17, 2× MiG-21                  |
| F-4D            | AIM-7E-2     | 18× MiG-21, 3× MiG-19                 |
| F-4E            | AIM-7E-2     | 8× MiG-21, 1× MiG-19                  |
| F-4J            | AIM-7E-2     | 1× MiG-21                             |

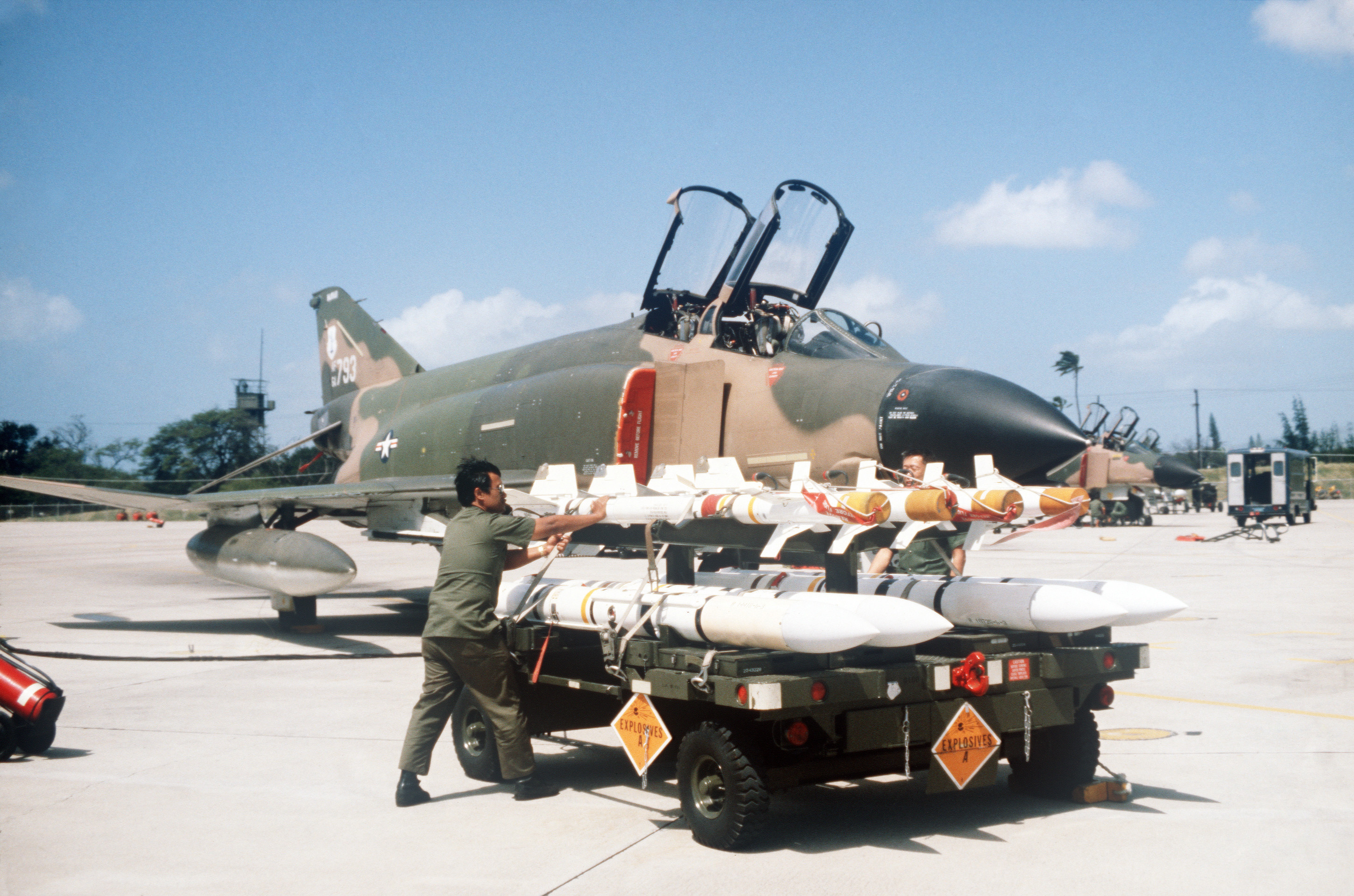
Příprava raket AIM-7E a AIM-9P pro stíhačku F-4C

Kolem roku 1970 začal vývoj AIM-7G s novým senzorem pro letadla F-111D. Nakonec však bylo vyrobeno pouze několik prototypů YAIM-7G a vývoj byl ukončen.
Neexistují informace o tom, že by některé varianty raket Sparrow nesly označení -7J/K/L (ačkoli někdy byly jako AIM-7J označovány AIM-7E vyráběné na licenci v Japonsku).

### AIM-7M Sparrow
Další verzí byla AIM-7M s novým naváděcím systémem, který umožnil navádění rakety i na cíle letící na pozadí země. Rakety byly také odolnější vůči rušení. K dalším vylepšením AIM-7M přibyl digitální autopilot a nový zapalovač. Autopilot umožnil raketě letět s optimalizovanými trajektoriemi, přičemž ozáření cíle radarem bylo nutné pouze ve střední a závěrečné fázi letu. Výroba AIM-7M se začala v roce 1982.

### AIM-7N Sparrow
Označení AIM-7N bylo přiděleno vylepšené verzi AIM-7F. Ta byla určena pro letadla F-15C, která vzešla z modernizačního programu Multistage Improvement Program (MSIP). Tato verze se nevyráběla ve velkém množství.

### AIM-7P Sparrow
AIM-7P byla vylepšená AIM-7M a tyto rakety vznikly buď konverzí stávajících AIM-7M nebo pocházely z nové výroby, která byla spuštěna v roce 1987. AIM-7P byla vybavena vylepšeným naváděcím systémem, novým zapalovačem a datovým spojením s autopilotem pro aktualizaci navádění ve střední fázi letu. AIM-7P byla účinnější proti malým nebo nízko letícím cílům. Existují dvě subvarianty AIM-7P, známé jako Block I a Block II. Blok I AIM-7P má naváděcí systém WGU-6D/B a Block II používá WGU-23D/B. Efektivita verzí AIM-7M/P byla při bojovém nasazení mnohem vyšší než u starších AIM-7D/E ve vietnamské válce. Během operace Pouštní bouře bylo vypáleno 71 raket AIM-7 a podařilo se s nimi sestřelit 26 iráckých letadel. Míra pravděpodobnosti zásahu se tak zvýšila na 37%.

## Technické údaje jednotlivých verzí[1]
|                  | AAM-N-2 (AIM-7A)  | AAM-N-3 (AIM-7B)  | AIM-7C                       | AIM-7E                       | AIM-7F                       | AIM-7M/P                              |                                       |
| Délka            | 3,74 m            | 3,85 m (151,7 in) | 3,66 m                       | 3,66 m                       | 3,66 m                       | 3,66 m                                | 3,66 m                                |
| Rozpětí křídel   | 0,94 m            | 1,02 m            | 1,02 m                       | 1,02 m                       | 1,02 m                       | 1,02 m                                | 1,02 m                                |
| Rozpětí křidélek | 0,88 m            | ?                 | 0,81 m                       | 0,81 m                       | 0,81 m                       | 0,81 m                                |                                       |
| Ráže             | 0,203 m           | 0,203 m           | 0,203 m                      | 0,203 m                      | 0,203 m                      | 0,203 m                               | 0,203 m                               |
| Hmotnost         | 143 kg            | 176 kg            | 172 kg                       | 197 kg                       | 231 kg                       | 231 kg                                | 231 kg                                |
| Rychlost         | Mach 2.5          | Mach 2.5          | Mach 4                       | Mach 4                       | Mach 4                       | Mach 4                                | Mach 4                                |
| Dolet            | 10 km             | 7 km              | 11 km                        | 30 km                        | 70 km                        | 70 km                                 |                                       |
| Pohon            | Aerojet 1.8KS7800 | Aerojet 1.8KS7800 | Aerojet 1.8KS7800            | Rocketdyne MK 38/MK 52       | Hercules MK 58               | Hercules MK 58                        | Hercules MK 58                        |
| Bojová část      | 20 kg             | 20 kg             | 30 kg (65 lb) tyčovitá MK 38 | 30 kg (65 lb) tyčovitá MK 38 | 39 kg (86 lb) tyčovitá MK 71 | 40 kg (88 lb) vysocetříštivá WDU-27/B | 40 kg (88 lb) vysocetříštivá WDU-27/B |